# SMの女王
SMの女王（えすえむのじょおう）とは、日活ロマンポルノ出演のポルノスターの中で、SMもので売り出された女優のキャッチフレーズ。SMクィーンとも。いわゆるSMの女王様とは違い、マゾとしての被虐的な役柄で人気を博した女優たちである。日活ロマンポルノのドル箱であるSMシリーズの原作者・団鬼六が自分の気に入った女優たちを選んでおり、プライベートでも団鬼六と親密な関係にあったという。なお、このキャッチフレーズは使われなかったが志麻いづみは、3本の団鬼六主演作品に連続主演。細身で、責め役での助演も多いという点で傾向を異にする。他に、団鬼六原作ではないSM路線で4本主演した松川ナミもいる。
以下列挙。
- 初代は谷ナオミ。日活でのデビューがSMものの名作『花と蛇』であり、その後もSMものに数多く主演した。1979年に結婚して引退。
- 二代目は麻吹淳子。別名「恥辱の肉獣」。1980年から団鬼六原作のSMもの7本に主演。身体を壊して引退。
- 三代目は高倉美貴。気品ある顔立ちと令嬢役の似合う清楚さで「和製オリビア・ハッセー」と呼ばれた。1983年以降、団鬼六原作のSMもの5本に主演。契約により1985年以降日活を離れる。のち、あのねのね・原田伸郎と結婚。
- 四代目は真咲乱。公称100cmの巨乳が特徴。高倉美貴がポルノ以外の仕事に移ったため1985年以降、SMの女王となり3本に主演。